# Prinzen, Prälaten und Sansculotten
Prinzen, Prälaten und Sansculotten ist eine historische Romanbiographie von Clara Viebig aus dem Jahr 1931. Der Roman beschreibt das Leben des letzten Trierer Kurfürsten Klemens Wenzeslaus, dessen Regierungszeit von Reformwillen, Repräsentiersucht und Hofintrigen bestimmt war und durch den Einmarsch der Sansculotten in seine Residenzstadt Koblenz ihr Ende fand.

## Handlung
Auf der Reise nach Trier schweben dem neu gewählten Kurfürsten Klemens Wenzeslaus zahlreiche reformerische Ideen vor. Als jüngster Sohn des sächsischen Kurfürsten Friedrich August II. ist er von den Ideen der Aufklärung nicht unbeeinflusst. Er hat am Dresdner Hof eine gute Erziehung genossen. Er plant, pädagogische Reformen umzusetzen, den Städtebau voranzutreiben und die Volksreligion von abergläubischen Riten zu säubern. Außerdem verfolgt er das Ziel, das ausschweifende Leben von Adel und Klerus einzuschränken und die Staatsfinanzen zu konsolidieren, die unter seinem Vorgänger Johann Philipp in Schieflage geraten sind.
Sein Regierungsantritt steht unter einem schlechten Stern. Auf dem Weg von Mainz über den Hunsrück hat er einen Unfall und erlebt in einem kleinen Dorf die Armut der Bevölkerung. Ein Aufenthalt am Wallfahrtsort Klausen wird gestört durch Nachrichten über Autonomiebestrebungen des Priors von Prüm. Um seinen Regierungsantritt nicht mit harten Maßnahmen zu beginnen, schreitet er nicht ein, was ihm den Ruf von Schwäche einträgt. Unwillen erregt er auch in Trier, als er aus Kostengründen die Feierlichkeiten zu Ehren seines Regierungsantritt absagt.
Seine Bemühungen, sich mit dem Domdechanten Boos von Waldeck, sein Rivale bei der Kurfürstenwahl, zu versöhnen, scheitern.
Dies bestärkt ihn, seinen Regierungssitz in Koblenz zu nehmen, wo ihn die Bürger freundlich begrüßen. Bei einem nächtlichen Rundgang durch die Stad, zusammen mit seinem Wirklichen Geheimen Rat Laroche, wird der Kurfürst erneut mit Armut und Schmutz in öffentlichen und privaten Anlagen konfrontiert. Dies bestärkt ihn, städtebauliche Verbesserungen vorzunehmen.
Gleichzeitig beginnt eine Parallelhandlung über Liebe und Leiden einer Bürgertochter. Der verwitwete Vater erlaubt seiner Tochter nicht, dem Einzug des Kurfürsten zuzuschauen, da er sie vor den Blicken der Männer schützen möchte. Er plant, sie, gegen ihre Wünsche, mit dem ältlichen Schneidergesellen Franz Klüsserath zu verheiraten. Durch die Intervention des Kurfürsten, der die junge Frau bei seinem nächtlichen Rundgang kurz kennengelernt hat, stimmt sie gezwungenermaßen einer Ehe mit dem ungeliebten Mann zu, aber auch die Geburt der Tochter Marie lässt beide nicht glücklich werden.
Schon bei den ersten politischen Verhandlungen stellt sich heraus, dass der Kurfürst zwischen allerlei Gruppeninteressen und weltanschaulichen Fronten steht. So schätzen die Kirchenmänner seine freigeistige Haltung nicht. In diese Kritik bezieht man auch Laroche mit ein, der in Briefen eines katholischen Pfarrers an seinen Freund das Mönchswesen verspottet haben soll. Außerdem hat sich dessen Ehefrau Sophie von Laroche mit der Veröffentlichung des Romans Geschichte des Fräuleins von Sternheim hervorgetan, was zu jener Zeit für eine Frau skandalös ist.
Überdies soll der Kurfürst den Widerruf der Schmähschrift „Anmaßungen der römischen Kurie“ durchsetzen, die der von ihm bewunderte Weihbischof von Hontheim verfasst hat. Die Angelegenheit wird prekär, als der Papst seinen Gesandten Bellisoni nach Köln schickt, um den Widerruf durchzusetzen. Mit der Aufhebung des Jesuitenordens werden die Jesuitenkollegien, die der Kurfürst besonders schätzt, aufgehoben. Das Volk widersetzt sich seinem Prozessionsverbot und führt erneut die Echternacher Springprozession durch.
Klemens Wenzeslaus fühlt sich einsam. Er ist glücklich, als seine Schwester Maria Kunigunde, amtierende Äbtissin von Thorn und Essen, nach Koblenz kommt. Seit ihrer Kindheit stehen die beiden in einem für Geschwister engen, fast zärtlichen Verhältnis. Doch Gundels Ankunft führt zu neuen Problemen: Sie und Laroche konkurrieren um die Gunst des Kurfürsten, wobei differierende Ansichten über die Ansiedelung protestantischer, vermögender Kaufleute und Steuerzahler ins streng katholische Kurfürstentum, beide besonders entzweien.
Indes beginnt der Kurfürst mit dem aufwendigen Bau eines Palastes, da er seiner Schwester die baufällige Philippsburg nicht länger zumuten will.
Die Kosten des Baus, von Pariser Baumeistern ausgeführt und mit Gemälden von Januarius Zick geschmückt, übersteigt bei weitem das Budget. Laroches Schwiegersohn, der Handelsherr Brentano, der seine Tochter Maximiliane geheiratet hat, leiht ihm eine große Summe. Auch treibt der Kurfürst Gelder von Klöstern ein, indem er deren Aufhebung androht. Um die Trierer zu versöhnen, beginnt er den Bau eines neuen Priesterseminars in Trier. Dennoch warnt der Trierer Domkapitular von Kesselstadt vor der Sympathie der Stadt mit den Ideen der Franzosen:
Klemens Wenzeslaus fällt der Missmut seiner Schwester auf, deren Alter sich bemerkbar macht und die ihre Kinderlosigkeit bedauert. Doch zunächst vertreiben Reisen, das neue Schloss, der Bau eines kostspieligen Theaters und die Aufführung von Mozarts ‚Die Entführung aus dem Serail‘ die trüben Gedanken.
Das von Laroche durchgesetzte Toleranzedikt zugunsten von Protestanten erbost Maria Kunigunde derart, dass sie dem Kurfürsten enthüllt, die ‚Spottbriefe‘ stammten tatsächlich von Laroche. Dieser entlässt schweren Herzens seinen Berater, obwohl er befürchtet, dass der Nachfolger im Amt, Freiherr von Duminique, nicht die Fähigkeiten seines Vorgängers habe.
In Trier wird Kesselstadt ersetzt durch den Freiherrn von Kerpen, da jener für die „Zurücknahme allzu freisinniger und vom Volk noch nicht genügend verstandener Reformen“ eintritt. Die enttäuschten Trierer wenden sich mehr und mehr den Ideen der Französischen Revolution zu.
In Koblenz lassen sich französische Emissäre nieder, die für die Ideen der Französischen Revolution werben. Monsieur Roger, ein Parfumeur, etabliert sich gegenüber der Schneiderwerkstatt. Er erobert die unglückliche Lotte Klüsserath im Sturm und wirft auch ein Auge auf Marie, deren Ehemann nicht ahnt, dass seine Frau ihn mit dem Franzosen betrügt.
In Frankreich präsentiert sich Graf Mirabeau als ‚Mann der Freiheit‘. Er greift die Vorrechte der Adeligen an; der Dritte Stand formiert sich zur Nationalversammlung. Aufgrund des wachsenden Zustroms französischer Migranten schleicht sich unter den Koblenzern Misstrauen ein. Man hält jeden für einen Spion. Teuerung und Unsicherheit tun ein Übriges, und der Kurfürst richtet nächtliche Bürgerpatrouillen ein. Die Trierischen Zeitung und das Koblenzer Intelligenzblatts unterliegen der Zensur.
Eine neue Situation tritt ein, als in den Wirren der Revolution französische Adelige in Koblenz Zuflucht suchen. Klemens Wenzeslaus fühlt sich verpflichtet, sie aufzunehmen, zumal viele Mitglieder seiner Familie unter den Flüchtlingen sind, wie Graf Charles Artois, sein Neffe, und der Graf von Paris. Der Kurfürst quartiert sie in seinem Schloss Schönbornslust ein und „sonnt […] sich in dem Gefühl, Gutes zu tun“, obwohl Gundel dem Bruder zu bedenken gibt, „daß nicht alles, was zu uns herüberströmt, deines Mitleids wert ist“. Vielfach seien „versprengte Soldaten, Deserteure, rohes Pack, Landstreicher und Faulenzer […] und aus der Haft befreite Verbrecher“ unter den Flüchtlingen. Dennoch kann sie selbst sich dem Charme der Migranten, insbesondere des gutaussehenden Artois nicht entziehen, und auch sie schlägt ihm kaum etwas ab.
Zunächst sind die Koblenzer über die zahlungskräftigen Gäste erfreut, aber der aufwendige Lebensstil, mit Jagden, Theaterspielen und Gala-Diners lässt das Geld rasch schwinden, und die Stadt stöhnt nun über die schmarotzenden Müßiggänger. Auch sind die Bürger besorgt, als sie erkennen, dass sich die Sitten lockern und sich viele Frauen mit Franzosen einlassen, obwohl diese mit einem Anhang von Ehefrauen und Mätressen angereist seien.
Eines Tages ist Monsieur Roger verschwunden. Als sich offenbart, dass Lotte ihren Ehemann mit dem Parfumeur betrogen hat, endet die Familie in der Katastrophe, zumal offenbar wird, dass sich Marie beim freizügigen Umgang mit einem französischen Galan, infiziert hat. Lotte geht ins Wasser, Klüsserath gibt die siechende Tochter in ein Spital und geht als Soldat nach Frankreich in der Hoffnung, dort den Frevel an Monsieur Roger zu rächen. Letztlich stirbt er an Entkräftung. –
Die Großzügigkeit des Kurfürsten wird durch die Verschwendungssucht der Verwandten auf eine harte Probe gestellt. Auch aus der Bevölkerung geht Beschwerde über Beschwerde ein. Boos von Waldeck warnt den Kurfürsten vor allzu freizügiger Gastfreundschaft; er ziehe, neben einem feindseligen Verhalten Frankreichs, den Unwillen des Volkes auf sich, wenn er aus dem Kurfürstentum ein zweites Frankreich mache. In der Tat verwandeln die konterrevolutionären Garden, die Graf Artois anwirbt, Koblenz zu einem Truppenlager. Klemens Wenzeslaus erlässt ein Werbungsverbot, wodurch er sich Artois zum Feind macht.
Der Tod des verehrten von Hontheim setzt dem Kurfürsten zu, zumal ihm bewusst wird, dass er selbst wesentlich weniger beherzt als der Tote war und allzu viele seiner Reformen gescheitert wären:

„Wie falsch hatte er doch alles gemacht, niemand war mit dem, was er tat oder nicht getan hatte, zufrieden. In Schulden hatte er sein Land gestürzt durch allzu vieles Bauen, in unerhörte Verlegenheiten gebracht, ja, in Gefahr, durch die Aufnahme von Migranten. Fünfundzwanzig Jahre fast regiert und doch nicht das rechte Regieren gelernt!“

Als Frankreich den Österreichern den Krieg erklärt, hat man in Koblenz Angst, die ungeliebten preußischen Soldaten könnten sich dort zum Schutz der Reichsgrenzen einquartieren. Als Friedrich Wilhelm II. von Preußen mit seinen Truppen durch Koblenz zieht, kommt es zu Konflikten, da die Franzosen einen Teil ihrer Lager räumen sollen. Letztlich verlassen sie Koblenz, um zu den preußisch-österreichischen Truppen zu stoßen.
Die Situation wird immer unübersichtlicher. Eine weitere Teuerung erschüttert das Land. In dieser Situation verlangt Brentano das geliehene Geld zurück, das der Kurfürst glücklicherweise nun von den angesiedelten protestantischen Bürgern vorgestreckt bekommt.
In Mainz verkündet General Custine eine Republik und macht Anstalten, nach anderen Städten zu greifen. In Frankreich enden Ludwig XVI., nun genannt Louis Capet, und Marie-Antoinette auf dem Schafott. Die Koblenzer wollen in Mainz um Schonung bitten und ihre Festung preisgeben. Klemens Wenzeslaus weist dies entsetzt zurück und bessert die Festungsanlagen aus. Als die Preußen und Österreicher der Stadt ihren Schutz versagen und sich zurückziehen, ersucht der Magistrat den Kurfürsten, die Stadt zu verlassen. Schweren Herzens folgen Klemens Wenzeslaus und Kunigunde diesem Ansinnen und wenden sich nach Augsburg, wobei auf dem schlechten Weg erneut die Kutsche umstürzt.
Die eingetretene Stille in Koblenz wird bald durchbrochen als Moreau in Koblenz einzieht. Die Koblenzer können dieser Truppe ihre Hochachtung nicht versagen:

„Keiner von ihnen verzog spöttisch die Miene. Die da hatten die Schnelligkeit in nackten Füßen, die Tapferkeit, die Bravour in zerrissenen Hosen, die Selbstaufopferung in ihren Knochen, die Begeisterung für die Freiheit in ihren Seelen. Die trugen, auf ihre Bajonette gespießt, das Brot und den Sieg. Brot und Sieg – Freiheit, Gleichheit und Brüderlichkeit. Das ist das, für das die da kämpfen. Bald wird ihr Freiheitsbaum auch hier am Rheinufer stehen!“

## Stoffgeschichte
Historische Daten zu Clemens Wenzeslaus und dem Untergang des Kurfürstentums Trier sind zu Viebigs Zeit in einigen historischen Werken zugänglich, so bspw. in der Chronik der Diözese Trier, bei Alexander Dominicus, Wilhelm Oertel und bei Leonardy. Dieser Quellen mag sich Clara Viebig zur Abfassung ihres Romans bedient haben. Ihre Stoffwahl hängt vermutlich mit der Liebe zu ihrer Geburtsstadt Trier und zum Kurbad Bad Bertrich zusammen, wo sie mehr als dreißig Sommeraufenthalte verbrachte.
Literarisch hat der Stoff um Clemens Wenzeslaus vor Clara Viebig nur als Hintergrundhandlung gedient. Antonie Haupt erzählte in ihrer 1895 erschienenen Novelle „Die letzte Gräfin von Manderscheid“ eine Liebesgeschichte zwischen Antonius Boos von Waldeck und Erika von Manderscheid; dies vor dem Panorama des Trierer Hofes und den Ereignissen der als ungeliebt dargestellten Französischen Revolution.
Später erzählte Werner Möbius in seiner Novelle „Die Beichte von Bertrich“ (1980) eine Episode aus dem Leben des jugendlichen Clemens Wenzeslaus. Er schildert, was ihn dazu bewegt haben könnte, die fast vergessene Bertricher Quelle zu einem kurfürstlichen Bad auszubauen. 2006 beschrieb Josefine Wittenbecher in ihrem Roman „Die Frauen von Stuben“ den Einsatz des Clemens Wenzeslaus für die Nonne Maria Theresia von Sohlern. Durch die Bitte des Kurfürsten beim Heiligen Stuhl – und auch die Fürsprache von Maria Kunigunde, die das Klosterleben zur Genüge kennt – darf Maria Theresia den verhassten Nonnenschleier ablegen und das Kloster Stuben verlassen.
Viebig greift zahlreiche historische Fakten auf, nimmt sich allerdings auch dichterische Freiheiten, um diese zu „einer lebendigeren Darstellung seines Lebens“ zu verbinden.
Zu ihrer schriftstellerischen Arbeit an diesem Werk macht Viebig mehrfach Andeutungen. Der fragliche Stoff habe sie „mächtig angezogen“; auch dränge es sie, „die ich die Lehren der Geschichte für die Gegenwart sehr hoch einschätze, meine Kräfte an einem historischen Stoff zu erproben.“ Weitere Werke Viebigs verweisen darauf, dass der Abfassung dieses Romans eine lange Auseinandersetzung Viebigs mit den Geschehnissen in Deutschland gegen Ende des 18. Jahrhunderts vorangegangen ist.

### Stellung innerhalb von Clara Viebigs Werk
„Prinzen, Prälaten und Sansculotten“ zählt zum Spätwerk der Schriftstellerin. Sie veröffentlicht den Roman im Alter von 71 Jahren. In ihrem Werk, in der hauptsache Zeit- und Gesellschaftsromane bzw. -novellen, fällt insbesondere in ihrer späten Phase vermehrt die Gestaltung historischer Stoffe auf.
Ereignisse um die Zeitenwende zur Französischen Revolution greift die Schriftstellerin mehrfach auf: in „Charlotte von Weiß“ (1930), dem Roman einer Giftmörderin, in „Der Vielgeliebte und die Vielgehaßte“ (1935), in dem sie Wilhelmine von Lichtenau, die vielgeschmähte Mätresse von Friedrich Wilhelm II. von Preußen, rehabilitieren will. Auch ist der historisch etwas später einzuordnende Roman Unter dem Freiheitsbaum (1922) zu nennen, der die Wirren der französischen Herrschaft im Rheinland und das Schicksal des Schinderhannes darstellt.
Eine Verschränkung von Prinzen, Prälaten und Sansculotten mit Der Vielgeliebte und die Vielgehaßte ist durch die Bezugnahme auf einige gleiche historische Persönlichkeiten festzustellen. So gewährt der Vielgeliebte Friedrich Wilhelm II. dem Grafen Artois finanzielle Mittel, damit jener am Hofe seines Onkels Clemens Wenzeslaus weiterhin ein standesgemäßes Leben führen könne. In Prinzen, Prälaten und Sansculotten wird das Leben des Grafen Artois am Hofe seines Onkels beschrieben, auch findet sich Friedrich Wilhelm II. bei seiner Reise in die Kampagne für einige Tage am Koblenzer Hof ein.
Eine geographische Einordnung des Romans in Viebigs Werke, die vorwiegend im Rheinland, an der Mosel und in der Eifel, schließlich in Berlin und im Posener Land spielen, zeigt erneut eine Zugehörigkeit zu den rhein- und moselländischen Landschaften. Die Autorin setzt den Städten Koblenz und Trier zur Zeit des endenden 18. Jahrhunderts, ihrer Architektur und Kunst, ihrer politischen wie Kulturgeschichte ein lebendiges Denkmal.

### Zum Genre der historischen Biographie
Mit der literarischen Gestaltung historischer Ereignisse greift Clara Viebig zu Beginn der 1930er Jahre einen Trend der Zeit auf. Ein ähnliches historisches Panorama, allerdings für das Gebiet des Kurfürstentums Mainz und mit anderen Schwerpunkten zeichnet Ina Seidel in ihrem ebenfalls 1930 veröffentlichten Roman „Das Wunschkind“. Im gleichen Jahr entwirft Ricarda Huch in ihrem Roman „Alte und neue Götter“ ein Bild der Revolution von 1848 in Deutschland. Im Stil erinnert Viebigs Werk auch an die großen historiographischen Romanbiographien von Stefan Zweig.
Viebig selbst sieht sich in der Tradition früherer Autoren historischer Romane. Sie ist bestrebt, „die Arbeit meiner Vorgänger auf diesem Gebiet, Willibald Alexis und Theodor Fontane“, weiterzubilden.

## Interpretationsansätze
Der letzte Kurfürst von Trier steht „nicht nur am Ende des Ancien Régime“, sondern ist auch „Wegbereiter einer neuen Zeit.“ Viebig zeichnet das Porträt dieses aufgeklärten Regenten, der in seinem Kurfürstentum manche sinnvolle Reform durchführen will. Er erlebt „feindliche Widerstände bei seinen kirchlichen Unterstellten, von denen mancher selbst das höchste Amt gern übernommen hätte […], unerhörte geldliche Mißwirtschaft des Vorgängers, beispiellose Verwahrlosung des Landes und kümmerlichste Armut des Volkes.“ Seine Reformen könnten durchaus für alle förderlich sein, jedoch ist weder das traditionell-katholisch geprägte Volk an Rhein und Mosel noch die Amtskirche für die Aufgabe überkommener Riten und Rechte bereit. Immer wieder stoßen die Reformen an Grenzen; Eifersüchteleien und Unbotmäßigkeit des Adels sowie die Nachsicht des häufig zweifelnden Herrschers richten ein Übriges aus. Restriktionen des Kurfürsten stellt Clara Viebig bisweilen etwas plakativ als Wankelmut dar, wobei diese häufig die mutige Korrektur eingeschlagener, aber wegen geänderter politischer Gegebenheiten nicht mehr sinnvoller Wege sind.

### Erzählstrategien
Immer wieder ist in den Darstellungen eine multiperspektivische Sichtweise festzustellen. Clara Viebig erreicht dies durch den Verzicht auf auktoriale Kommentare. Vielmehr lässt sie viele Personen und Gruppen zu Wort kommen und beleuchtet dadurch das fragliche Thema von mehreren Seiten, ohne eine explizite Bewertung durchzuführen. Häufig werden Reflexionen der einzelnen Figuren in erlebter Rede dargeboten, insbesondere die Reflexionen des Kurfürsten über sein Tun. Hierdurch führt Viebig „in lebendigster Darstellung in die Wirren der Zeit.“

### Motive und Leitmotive
Viebig zeichnet das Motiv des schwachen Herrschers oder einen modern konzipierten Typus „des ‚gebrochenen‘, mehrfach ‚gefallenen‘ Regenten“, der bereits als Kind eine erhöhte Sensibilität zeigt. Dieses Motiv nimmt sie zu Beginn des Romans auf mit der Metapher des Schnees: „Um die zwei hochragenden Türme der Abteikirche Prüm stäubte Schnee. Kein richtiger weicher Winterschnee mehr […], es wird „“zum schmutzigen Grau […] im zähen Brei.“ Die Erzählerin erreicht eine eindringliche vorwegnehmende Darstellung der kommenden, wirbelnden, alles verschlingenden Ereignisse.
Die Metapher des Schnees weitet sich zum Leitmotiv der „Rosen im Schnee“, die Clemens Wenzeslaus mit der Frisur einer frühen, nicht gewonnenen schönen Frau verbindet, die im weiß gepuderten Haar eine Rosengirlande getragen hat. Als er gegen Ende seiner Amtszeit er von einer weissagenden Zigeunerin mit den „Rosen im Schnee“ erneut konfrontiert wird, liegt eine Regierungszeit der großen Erfolge hinter ihm, aber auch die völlige Niederlage seines Amtes ist abzusehen.
Mehrere Stürze durchziehen ebenfalls leitmotivisch die Handlung, welche den Sturz des Kurfürsten von seinem Thron vorwegnehmen: Der jugendliche Clemens Wenzeslaus stürzt in der Schlacht bei Torgau vom Pferd; auf dem Weg zu seinem Dienstantritt als Kurfürst wie auch bei der letzten Flucht aus Koblenz stürzt die Kutsche auf schlechtem Weg um.
Ein weiteres Motiv, welche dem erzbischöflichen Kurfürsten wie auch der Äbtissin Kunigunde zu schaffen macht, ist die Ehelosigkeit und die dadurch eintretende Einsamkeit. Während Clemens Wenzeslaus dies in der Förderungen der schönen Künste zu sublimieren vermag: „Seine Sinne suchten Befriedigung und fanden sie in kostbaren Liebhabereien.“, leidet Kunigunde an der vertanen Möglichkeit einer Mutterschaft, insbesondere bei der Begegnung mit einem schönen Trierer Jüngling: „Zu alt, um zu lieben und geliebt zu werden! Zu alt, geworden, um Kinder zu bekommen, um einen Sohn zu haben, der vielleicht diesem schönen Jungen glich! Vorbei, alles vorbei!“
Die Einsamkeit des Kurfürsten aus Sachsen im Rheinland ist auch ein Schlüssel zu weiteren Problemen: Sie führt dazu, dass sich der Kurfürst eng an seinen Kanzler Laroche und an seine Schwester Kunigunde bindet und dadurch deren Einfluss offen steht. Auch die spätere verwandtschaftliche Rücksichtnahme auf die französischen Neffen, die er wie seine Kinder behandelt, bewegen Clemens Wenzeslaus zu Handlungen, die sich letztlich zum Schaden seines Kurfürstentums auswachsen.

### Kompositionsmittel der Spiegelung
Die Parallelhandlung über das Schicksal der Schneiderfamilie Klüsserath räumt der Autorin Möglichkeiten ein, das Hauptgeschehen zu erweitern. Zum einen eröffnet diese, in dieser Biographie der Herrschenden und Mächtigen, die Hoffnungen und Leiden der einfachen Bevölkerung in der Vorrevolutionszeit darzustellen. Auch wird deutlich, dass das Eingreifen des Kurfürsten in die Welt seiner Untertanen – hier das Heiratsgebot gegen Lotte – ungeahnte Folgen haben kann und nicht immer zum Vorteil der Betroffenen endet.
Des Weiteren spiegelt sich in der gütigen Nachsicht des Schneidermeisters gegenüber seiner Ehefrau manche Verhaltensweise des Kurfürsten gegenüber den Untertanen. So anziehend dieses menschlich erscheint, so bedeutet es doch, in menschlichen oder politischen Wirren, Schwäche und Schaden. Nicht zuletzt lässt beider „nachgiebige Güte und die der Aufklärung eigentümliche Konfliktscheu“ sie letztlich als Verlierer erscheinen.
Die Zerstörung der Familie Klüsserath dient als vorausdeutender Verweis auf den Untergang des Kurfürstentums, aber auch als poetische Relativierung des kurfürstlichen Schicksals, den nicht allein das Schicksal des Unterganges ereilt.

## Publikations- und Rezeptionsgeschichte
Als der Roman 1931 bei der Deutschen Verlagsanstalt in Stuttgart veröffentlicht wird, sind die Pressereaktionen und Rezensionen fast durchweg positiv, wobei allenthalben Anstoß an dem wenig aussagekräftigen Buchtitel genommen wird. Jedoch verebbt zunächst das Interesse an dieser historischen Biographie, die nicht recht zu Clara Viebigs eher naturalistisch geprägtem Werk passen mag.
Eine zweite Veröffentlichungswelle folgt im Zuge der Clara Viebig-Renaissance, die 1984 durch den Düsseldorfer Erb-Verlag, bzw. ein Jahr früher durch den Vorabdruck in der Rhein-Zeitung Koblenz, initiiert wird. Eine Veröffentlichungskette bis in unsere Tage, als Taschenbuch im Verlag Knaur (1989), erneut in der Rhein-Zeitung Koblenz (2001), und schließlich im Rhein-Mosel-Verlag (2001, 2. Aufl. 2015), sowie die Einspielung als Hörbuch im Jahr 2006 zeigt ein kontinuierliches Interesse an dem Werk bis in die Gegenwart. Auf die zweite Veröffentlichungswelle folgen geteilte Reaktionen. Einerseits wird der Schriftstellerin „eine unleugbare Schwäche im Psychologischen“ bescheinigt, zum anderen wird ihr Roman als „eine höchst fesselnde Charakterstudie“, bezeichnet. Zum anderen scheint der Stil der Schriftstellerin für heutige Lesegewohnheiten gewöhnungsbedürftig, wenn von einem zwar harmonischen, aber eine Spur zu beweglichen Stil oder von einer „in sich getragene[n], weit ausholende[n], kurzum: ungewohnte[n] Erzählweise“ die Rede ist.
In der Tat bedarf Clara Viebigs multiperspektivische Erzählweise der aufmerksamen Lektüre, aber gerade diese Darstellungsweise vermag erheblich zum Reiz ihrer Erzählungen beizutragen.

### Ausgaben
- 1931: Stuttgart: DVA [358 S.].
- 1983: als Roman in Fortsetzungen, unter dem Titel „Der letzte Kurfürst“, in: Rhein-Zeitung Koblenz, vom 15. Juni bis zum 17. August 1983.
- 1984: Düsseldorf: Erb [287 S.]
- 1986: Abdruck eines Auszuges, in: Trier – ein Lesebuch, hrsg. v. Diethard H. Klein und Teresa Müller-Rugowski, Husum: Husum Druck- und Verlagsgesellschaft (107).
- 1989: München: Knaur [287 S.].
- 2001: als Roman in Fortsetzungen, in: Rhein-Zeitung Koblenz, vom 5. November 2001 bis zum 31. Januar 2002.
- 2001: 1. Aufl., Alf: RMV [222 S.].
- 2006: Einspielung als Hörbuch, Daun: Radioropa, gesprochen von Gotthard Lange.
- 2015: 2. Aufl., Zell: RMV [233 S.]

## Sekundärliteratur
- Ina Braun-Yousefi: Prinzen, Prälaten und Sansculotten - gestaltete Geschichte aus dem Kurfürstentum Trier, in: Braun-Yousefi, Ina (Hrsg.): Clara Viebig - Erfüllende Sehnsucht. Reiseberichte und Momente der Erweckung (Schriften zur Clara-Viebig-Forschung Bd. V), Nordhausen: Bautz 2023 (51-71).

- André Uzulis: Kurfürst Clemens Wenzeslaus und Clara Viebig, in: Braun-Yousefi, Ina (Hrsg.): Clara Viebig - Erfüllende Sehnsucht. Reiseberichte und Momente der Erweckung (Schriften zur Clara-Viebig-Forschung Bd. V), Nordhausen: Bautz 2023 (227-241).